# Noel Clarke

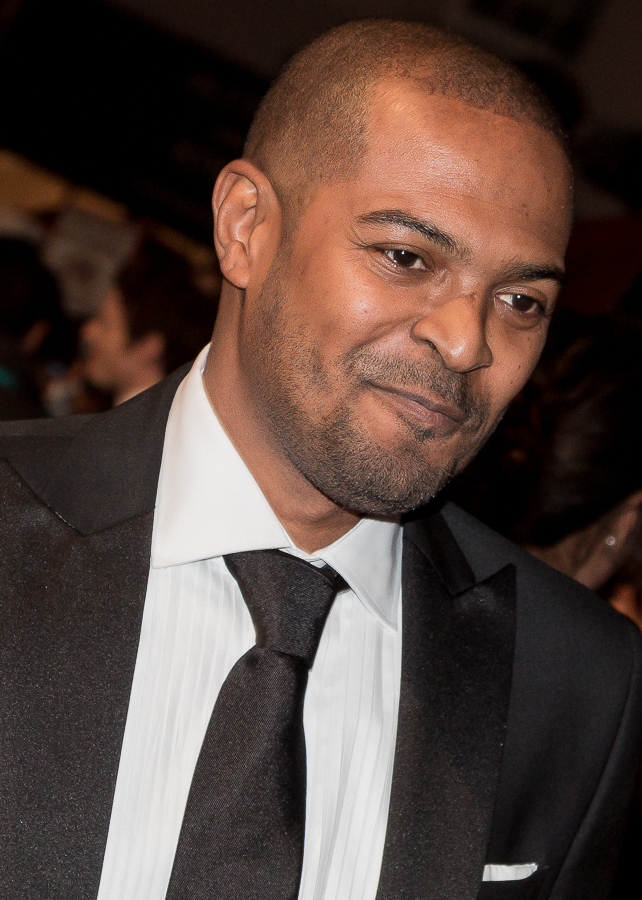
Noel Clarke, 2015

Noel Clarke (* 6. Dezember 1975 in London, England) ist ein britischer Schauspieler, Regisseur und Drehbuchautor. Bekanntheit erlangte er ab dem Jahr 2005 durch seine Rolle als Mickey Smith in Doctor Who.

## Leben
Noel Clarke wurde 1975 in London geboren. Seine Eltern sind Immigranten aus Trinidad. Clarke wuchs bei seiner alleinerziehenden Mutter auf, die in London als Krankenschwester arbeitete. Sein Vater hatte die Familie verlassen, kurz nachdem Noel Clarke geboren worden war. Clarke lebt gemeinsam mit seiner Ehefrau und seinen Kindern in London.
Von 2005 bis 2010 war Noel Clarke als Mickey Smith in 15 Episoden der Serie Doctor Who zu sehen. 2010 schrieb und produzierte er den Film 4.3.2.1., in dem er außerdem die Regie führte und als Darsteller auftrat. 2012 schrieb Noel Clarke die Drehbücher für die Filme Storage 24 und Fast Girls, in denen er auch als Darsteller zu sehen war. 2014 führte Noel Clarke Regie in dem Film The Anomaly, in dem er ebenfalls als Darsteller auftrat. 2018 wurde er in die Academy of Motion Picture Arts and Sciences aufgenommen, die jährlich die Oscars vergibt.
Im April 2021 wurde Noel Clarkes Mitgliedschaft in der British Academy of Film and Television Arts bis auf Weiteres von der Vereinigung gekündigt, nachdem ihm 20 Frauen sexuelle Belästigung, sexuelle Übergriffe und Mobbing vorgeworfen hatten. Die Akademie entzog ihm seinen Preis, den er für seinen außergewöhnlichen Beitrag zum britischen Kino bekommen hatte. Die Vorwürfe des Fehlverhaltens gegen Clarke wurden im Guardian erhoben. Der Regisseur wies alle Vorwürfe in einem Statement gegenüber der Zeitung vehement zurück.

## Filmografie (Auswahl)
Schauspieler
- 2000: The Bill (Fernsehserie, 1 Episode)
- 2001: Judge John Deed (Fernsehserie, 1 Episode)
- 2001: Waking the Dead – Im Auftrag der Toten (Waking the Dead, Fernsehserie, 1 Episode)
- 2001: Casualty (Fernsehserie, 3 Episoden)
- 2002–2004: Auf Wiedersehen, Pet (Fernsehserie, 14 Episoden)
- 2003: Adventure Inc. – Jäger der vergessenen Schätze (Adventure Inc, Fernsehserie, 1 Episode)
- 2003: Doctors (Fernsehserie, 1 Episode)
- 2003: Dead Simple
- 2004: Holby City (Fernsehserie, 1 Episode)
- 2004: A Touch of Frost (Fernsehserie, 1 Episode)
- 2005–2010: Doctor Who (Fernsehserie, 15 Episoden)
- 2006: Streets of London – Kidulthood (Kidulthood)
- 2006: Jane Hall (Fernsehserie, 2 Episoden)
- 2007: Dubplate Drama (Fernsehserie, 1 Episode)
- 2008: West 10 LDN (Fernsehfilm)
- 2008: Streets of London – Tag der Vergeltung (Adulthood)
- 2009: Doghouse
- 2009: Heartless
- 2010: Sex & Drugs & Rock & Roll
- 2010: Centurion
- 2010: 4.3.2.1.
- 2010: Huge
- 2011: Screwed
- 2012: Fast Girls
- 2012: Storage 24
- 2012: The British Bride – Binde sich wer kann! (The Knot)
- 2013: Star Trek Into Darkness
- 2013: Inspector Barnaby (Midsomer Murders, Fernsehserie, Ep.15x4)
- 2013: Saving Santa – Ein Elf rettet Weihnachten (Saving Santa, Sprechrolle)
- 2014: I Am Soldier
- 2014: Anomaly – Jede Minute zählt (The Anomaly)
- 2014: The Assets (Miniserie, 2 Episoden)
- 2014: Chasing Shadows (Miniserie, 4 Episoden)
- 2015: Throwaways – Der einzige Ausweg (The Throwaways)
- 2016: The Habit of Beauty
- 2016: Brotherhood
- 2016: The Level (Fernsehserie, 6 Episoden)
- 2017: I Kill Giants
- 2018: Inside No. 9 (Fernsehserie, 1 Episode)
- 2018: Mute
- 2018: 10x10
- 2018: Songbird
- 2018–2021: Bulletproof (Fernsehserie, 17 Episoden)
- 2019: Fisherman’s Friends – Vom Kutter in die Charts (Fisherman’s Friends)
- 2019: The Corrupted – Ein blutiges Erbe (The Corrupted)
- 2019–2020: Paddingtons Abenteuer (The Adventures of Paddington, Fernsehserie, 3 Episoden, Sprechrolle)
- 2021: Twist
- 2021: S.A.S. Red Notice (SAS: Red Notice)
- 2021: Viewpoint (Miniserie, 5 Episoden)

Drehbuchautor
- 2002: Licks (Kurzfilm)
- 2006: Streets of London – Kidulthood (Kidulthood)
- 2006: Torchwood (Fernsehserie, 1 Episode)
- 2008: West 10 LDN (Fernsehfilm)
- 2008: Streets of London – Tag der Vergeltung (Adulthood)
- 2009: Hammered (Kurzfilm)
- 2010: 4.3.2.1.
- 2012: Fast Girls
- 2012: Storage 24
- 2012: The British Bride – Binde sich wer kann! (The Knot)
- 2014: Anomaly – Jede Minute zählt (The Anomaly)
- 2016: Brotherhood
- 2018: 10x10
- 2018–2020: Bulletproof (Fernsehserie, 3 Episoden)

Regisseur
- 2008: Streets of London – Tag der Vergeltung (Adulthood)
- 2010: 4.3.2.1.
- 2014: Anomaly – Jede Minute zählt (The Anomaly)
- 2016: Brotherhood

## Auszeichnungen (Auswahl)
- 2006: Dinard British Film Festival – Bestes Drehbuch (Kidulthood)
- 2009: British Academy Film Award – Rising Star Award
- 2017: National Film Award – Action (Brotherhood)
- 2021: British Academy Film Award – Bester britischer Beitrag zum Kino (suspendiert nach Vorwürfen sexuellen Fehlverhaltens)[10]